# العلاقات الصينية الباكستانية
العلاقات الصينية الباكستانية بدأت في 1950، حين كانت باكستان من أول الدول التي أنهت علاقاتها الدبلوماسية الرسمية مع جمهورية الصين (في تايوان)، واعترفت بنظام جمهورية الصين الشعبية في بر الصين الرئيس. من ساعتها أَولى كل منهما اهتمامًا كبيرًا للحفاظ على علاقة خاصة وثيقة جدًّا وداعمة، وتبادلا زيارات منتظمة رفيعة المستوى، أدت إلى اتفاقيات عديدة متنوعة. دعمت جمهورية الصين الشعبية باكستان اقتصاديًّا وعسكريًّا وتقنيًّا، وكل منهما يَعد البلد الآخر حليفًا استراتيجيًّا وثيقًا.
تطورت العلاقة بينهما من سياسة حياد صينية مبدئية إلى تشارُك مع باكستان –القوية عسكريًّا على رغم صغرها. تأسست العلاقات الدبلوماسية في 1950، وحُلت المشكلات الحدودية في 1963، وبدأ الدعم العسكري في 1966، وتشكّل التحالف الاستراتيجي في 1972، والتعاون الاقتصادي في 1979. صارت الصين أكبر مورد أسلحة لباكستان، وثالث أكبر شركائها التجاريين. أقرضت الصين باكستان 60 مليون دولار أمريكي، ثم صار هذا القرض منحة بعد انفصال باكستان الشرقية. اتفق البلدان مؤخرًا على التعاون لتحسين قطاع الطاقة النووية المدني الباكستاني. 
الحفاظ على العلاقات الصينية الوثيقة من ركائز السياسة الباكستانية الخارجية. في 1986 زار الرئيس محمد ضياء الحق الصين لتعزيز العلاقات الدبلوماسية، وكانت باكستان ثانية بلدين (مع كوبا) قَدّمتا دعمًا حاسمًا لجمهورية الصين الشعبية بعد مظاهرات 1989 في ساحة تيانانمن. بين البلدين أيضًا علاقات عسكرية وثيقة، فالصين تمد قوات الدفاع الباكستانية بعديد من الأسلحة الحديثة. تدعم الصين موقف باكستان من كشمير، في حين تدعم باكستان موقفها من سنجان والتبت وتايوان. تَعمّق تعاونهما العسكري بمشروعات مشترَكة لإنتاج أسلحة تتراوح بين الطائرات المقاتلة وفرقاطات الصواريخ الموجهة. 
بلغ تعاون الصين مع باكستان آفاقًا اقتصادية عالية، باستثمارها الضخم في توسيع البنية التحتية الباكستانية، بما في ذلك من ميناء المياه العميقة الباكستاني في كوادر. لكل منهما اتفاقية تجارة حرة سارية.
أشارت إحصاءات الصين المخصَّصة إلى أن حجم الاتجار الثنائي بينهما تجاوز لأول مرة في سنة 2017 التقويمية 20 مليار دولار أمريكي. في 2017 نمت صادرات الصين إلى باكستان بنسبة 5.9%، بالغة 18.25 مليارات دولار، في حين تراجعت صادرات باكستان إليها بنسبة 4.1%، بالغة 1.83 مليارات دولار.
باكستان بمنزلة جسر بين الصين والعالم الإسلامي، ولعبت دورًا مهمًّا في سد فجوة الاتصال بين الغرب وجمهورية الصين الشعبية، بتسهيل زيارة الرئيس الأمريكي ريتشارد نيكسون التاريخية إلى الصين في 1972. علاقاتهما وصفها السفير الباكستاني في الصين بأنها «من الجبال أشهق، ومن المحيطات أعمق، ومن الفولاذ أقوى، ومن العين أغلى، ومن الشهد أحلى...». ذكر معهد ستوكهولم الدولي لأبحاث السلام أن باكستان أكبر مشتر لأسلحة الصين، فنِسبتها في صادرات أسلحة الصين بلغت 47%. وأوضح استطلاع أجرته بي بي سي ورلد سرفس في 2014 أن 75% من الباكستانيين يرون تأثير الصين إيجابيًّا، في حين لا يراه سلبيًّا إلا 15% منهم. في منطقة آسيا والمحيط الهادئ حل الصينيون في المرتبة الثالثة بين من يرَون أثر باكستان العالمي إيجابيًّا، بعد إندونيسيا وباكستان نفسها.

## لمحة عامة
علاقة باكستان والصين علاقة قوية وطيدة، وطالما كانت مفيدة للطرفين. من ركائزها تقارُب آرائهما ومصالحهما. منذ الحرب الصينية الهندية في 1962 تدعمها باكستان في معظم القضايا المهمة، ولا سيما المتعلقة بتايوان وسنجان والتبت، وغير هذا من القضايا الحساسة التي من قبيل حقوق الإنسان. 
اعترفت القيادة الصينية بدعم باكستان الصامد لها في القضايا الكبرى. ساعدت باكستان الصين على إعادة مد الروابط الرسمية مع الغرب، من ذلك إتاحة زيارة نيكسون للصين في 1972. وبينهما تعاون في مشاريع اقتصادية وعسكرية ضخمة، فباكستان تراها قوة موازِنة لقوة الهند وأمريكا. ساعدتها باكستان أيضًا بوصفها جسرًا بين الصين والعالم الإسلامي. 
أما الصين فدعمت باكستان دعمًا متواصلًا في القضايا الإقليمية. يعتمد الجيش الباكستاني اعتمادًا كبيرًا على الأسلحة الصينية، وبينهما مشاريع اقتصادية وعسكرية مهمة. وفوق ذلك أمدتها الصين بمعدات لدعم البرنامج النووي الباكستاني.

## العلاقات قبل تأسس دولتي باكستان وجمهورية الصين الشعبية الحديثتين
شارك رهبان بوذيون من المنطقة الباكستانية المدعوة الآن خيبر بختُنخوة في نقل البوذية عبر طريق الحرير إلى أسرة هان الصينية. كانت محمية المناطق الغربية التابعة لأسرة هان تُشارك الإمبراطورية الكوشانية حدوديًّا. سافر فاسيان في ما يُدعى الآن باكستان.
في الحرب العالمية الثانية أجرى إمام شعب خوي المسلم دا بوشنغ (بالصينية: 达浦生) جولة في الشرق الأوسط وجنوب آسيا، لمواجهة الدعاة اليابانيين في البلدان الإسلامية، والتنديد بغزوهم للعالم الإسلامي. نشر عملاء يابانيون في بلدان الشرق الأوسط الإسلامية معلومات مضللة عن الحرب. رد الإمام دا في المؤتمر الإسلامي العالمي بمواجهة العملاء اليابانيين المنافقين علنًا، وكشف أنهم مسلمون مزيفون. وأوضح لإخوانه المسلمين تاريخ اليابان الاستعماري. التقاه محمد علي جناح، الذي أسس باكستان بعدئذ. تعهد جناح بدعم جهود المسلمين الصينيين المناهضة للحرب اليابانية. تناقش جناح وزعيما الهندوسيين طاغور وغاندي في مسألة الحرب مع الوفد الإسلامي الصيني بقيادة ما فوليانغ، وأما الرئيس التركي عصمت إينونو فالتقى الوفد في تركيا. قابل غاندي وجناح ما فوليانغ ووفده في تنديدهم باليابان. 

## العلاقات الدبلوماسية
تأسست العلاقات الدبلوماسية بين البلدين في 21 مايو 1951، بُعيدما فقدت جمهورية الصين نفوذها في البر الرئيس في 1949. في البداية كانت باكستان مترددة تجاه قيام دولة شيوعية على حدودها، لكنها أملت أن تصبح الصين قوة موازِنة للهند. كانت الهند قد اعترفت بالصين قبلئذ بعام، وأيضًا كان يأمل رئيس الوزراء الهندي نهرو توثيق العلاقات الصينية. في 1956 أبرم رئيس الوزراء الباكستاني حسين شهيد سهروردي ورئيس الوزراء الصيني تشو إنلاي اتفاقية صداقة بين البلدين، عززت الروابط بينهما وقربتهما.

## مقارنة بين البلدين
هذه مقارنة عامة ومرجعية للدولتين:
| وجه المقارنة                                              | الصين                    | باكستان                     |
| --------------------------------------------------------- | ------------------------ | --------------------------- |
| المساحة (كم2)                                             | 9.60 مليون               | 881.91 ألف                  |
| عدد السكان (نسمة)                                         | 1.33 مليار               | 197.02 مليون                |
| الكثافة السكانية (ن./كم²)                                 | 138.54                   | 223.4                       |
| العاصمة                                                   | بكين                     | إسلام آباد                  |
| اللغة الرسمية                                             | اللغة الصينية القياسية   | لغة إنجليزية، اللغة الأردية |
| العملة                                                    | رنمينبي                  | روبية باكستانية             |
| الناتج المحلي الإجمالي (بليون دولار)                      | 12.24 تريليون            | 304.95 مليار                |
| الناتج المحلي الإجمالي (تعادل القوة الشرائية) بليون دولار | 19.82 تريليون            | 946.67 مليار                |
| الناتج المحلي الإجمالي الاسمي للفرد دولار أمريكي          | 8.03 ألف                 | 1.43 ألف                    |
| الناتج المحلي الإجمالي للفرد دولار أمريكي                 | 13.21 ألف                | 4.81 ألف                    |
| مؤشر التنمية البشرية                                      | 0.728                    | 0.538                       |
| رمز المكالمات الدولي                                      | +86                      | +92                         |
| رمز الإنترنت                                              | .cn، .中国 ‏، .中國 ‏      | .pk                         |
| المنطقة الزمنية                                           | توقيت الصين، ت ع م+08:00 | ت ع م+05:00                 |

## مدن متوأمة
في ما يلي قائمة باتفاقيات التوأمة بين مدن صينية وباكستانية:
- ترتبط شيان مع لاهور باتفاقية توأمة منذ 10 مايو 1974.
- ترتبط بكين مع إسلام آباد باتفاقية توأمة منذ 14 مارس 1979.
- ترتبط شانغهاي مع كراتشي باتفاقية توأمة منذ 2007.[31][31][31][31]

## منظمات دولية مشتركة
يشترك البلدان في عضوية مجموعة من المنظمات الدولية، منها:
| علم المنظمة | اسم المنظمة                                                | تاريخ انضمام الصين | تاريخ انضمام باكستان |
| ----------- | ---------------------------------------------------------- | ------------------ | -------------------- |
|             | وكالة ضمان الاستثمار متعدد الأطراف                         | 30 أبريل 1988      | 12 أبريل 1988        |
|             | منظمة الشرطة الجنائية الدولية                              | ?                  | ?                    |
|             | منظمة حظر الأسلحة الكيميائية                               | ?                  | ?                    |
|             | منظمة التجارة العالمية                                     | 11 ديسمبر 2001     | ?                    |
|             | الفريق المعني برصد الأرض                                   | ?                  | ?                    |
|             | الأمم المتحدة                                              | 25 أكتوبر 1971     | 30 سبتمبر 1947       |
|             | مؤسسة التمويل الدولية                                      | 15 يناير 1969      | 20 يوليو 1956        |
|             | يونسكو                                                     | 4 نوفمبر 1946      | 14 سبتمبر 1949       |
|             | بنك التنمية الآسيوي                                        | 1986               | 1966                 |
|             | الاتحاد الدولي للاتصالات                                   | 1 سبتمبر 1920      | 26 أغسطس 1947        |
|             | العملية المشتركة للاتحاد الأفريقي والأمم المتحدة في دارفور | ?                  | ?                    |
|             | منتدى آسيان الإقليمي ‏                                      | ?                  | ?                    |
|             | منظمة شانغهاي للتعاون                                      | 26 أبريل 1996      | ?                    |
|             | البنك الدولي للإنشاء والتعمير                              | 27 ديسمبر 1945     | 11 يوليو 1950        |
|             | المنظمة الهيدروغرافية الدولية                              | ?                  | ?                    |
|             | الاتحاد البريدي العالمي                                    | ?                  | ?                    |
|             | المركز الدولي لتسوية المنازعات الاستشارية                  | 6 فبراير 1993      | 15 أكتوبر 1966       |

## وصلات خارجية
- موقع وزارة الخارجية الصينية
- موقع وزارة الخارجية الباكستانية